# Castello di Marienburg (Hannover)
Il Castello di Marienburg è un castello neogotico della Bassa Sassonia. Si trova nella municipalità di Pattensen, a 15 km a nord-est di Hildesheim e a circa 30 km a sud della città di Hannover.

## Storia
La costruzione del castello, voluta da Giorgio V di Hannover come regalo per il 39º compleanno della moglie Maria di Sassonia-Altenburg, ebbe inizio nel 1858 e si concluse nove anni più tardi, nel 1867. Tra il 1714 e il 1837 non è esistita una corte reale ad Hannover, considerando che il casato di Hannover ha regnato sia in Germania che nel Regno di Gran Bretagna e Regno Unito per unioni personali. Il castello assunse, dunque, anche la funzione di residenza estiva degli Hannover insieme al Castello di Leine e quello di Herrenhausen. Il progetto fu affidato all'architetto Conrad Wilhelm Hase. Considerato uno degli architetti più influenti di Hannover. Lì vi insegnò presso la Scuola Politecnica e fondò la Hannoversche Architekturschule (in italiano: Scuola di Architettura di Hannover) che sviluppò un raffinato stile regionale neogotico nella Bassa Sassonia.
Quando nel 1866 Hannover venne annessa al Regno di Prussia, la famiglia reale fu costretta all'esilio e si rifugiò presso Gmunden, in Alta Austria. Il Castello rimase, così, disabitato per 80 anni. Nonostante la lunga e forzata assenza, la struttura rimase ben conservata grazie anche ad alcuni restauri eseguiti nel momento in cui divenne sicuro il rientro.
Ernesto Augusto III e sua moglie Vittoria Luisa di Prussia, presero residenza presso Marienburg nel 1945, quando vennero obbligati a lasciare il Castello di Blankenburg, nella Sassonia-Anhalt. In seguito, nel 1954, il loro figlio Ernesto Augusto di Hannover si stabilì nella vicina proprietà a Calenberg e aprì le porte del castello trasformandolo in museo.

## Il castello oggi
Nel 2004 il castello è divenuto proprietà personale del principe Ernesto Augusto V di Hannover ed amministrato come bene della famiglia reale di Hannover. Parte dell'edificio è visitabile al pubblico, come ad esempio il museo storico del castello e la cappella, che può anche essere affittata come location per matrimoni, ricevimenti, concerti ecc.
Nel 2014 è stata realizzata la mostra Der Weg zur Krone. Das Königreich Hannover und seine Herrscher (in italiano "Le via della corona. Il regno di Hannover e i suoi principi") che documentava, attraverso l'esposizione di opere d'arte e cimeli, come la famiglia ducale di Hannover ha assunto il titolo monarchico diventando così la Casa Reale di Hannover. La mostra è stata un successo e il re Carlo III ha patrocinato l'evento.
Nel 2018 il principe Ernesto Augusto ha ceduto la proprietà allo stato della Bassa Sassonia, perché i costi di manutenzione e di restauro del castello erano troppo elevati. Le spese sono state stimate circa 27 milioni di euro. Così, per la simbolica cifra di 1 euro il castello è stato venduto con il monito di creare una fondazione culturale a tutela del castello, gestita pubblicamente e in parte dalla famiglia Hannover. 
Nel 2019 questa transazione è stata fermata per dispute legate alla proprietà del castello da parte di alcuni membri della famiglia Hannover.
Alla fine del 2023, il castello è stato chiuso a tempo indeterminato per lavori di ristrutturazione.

## Galleria d'immagini

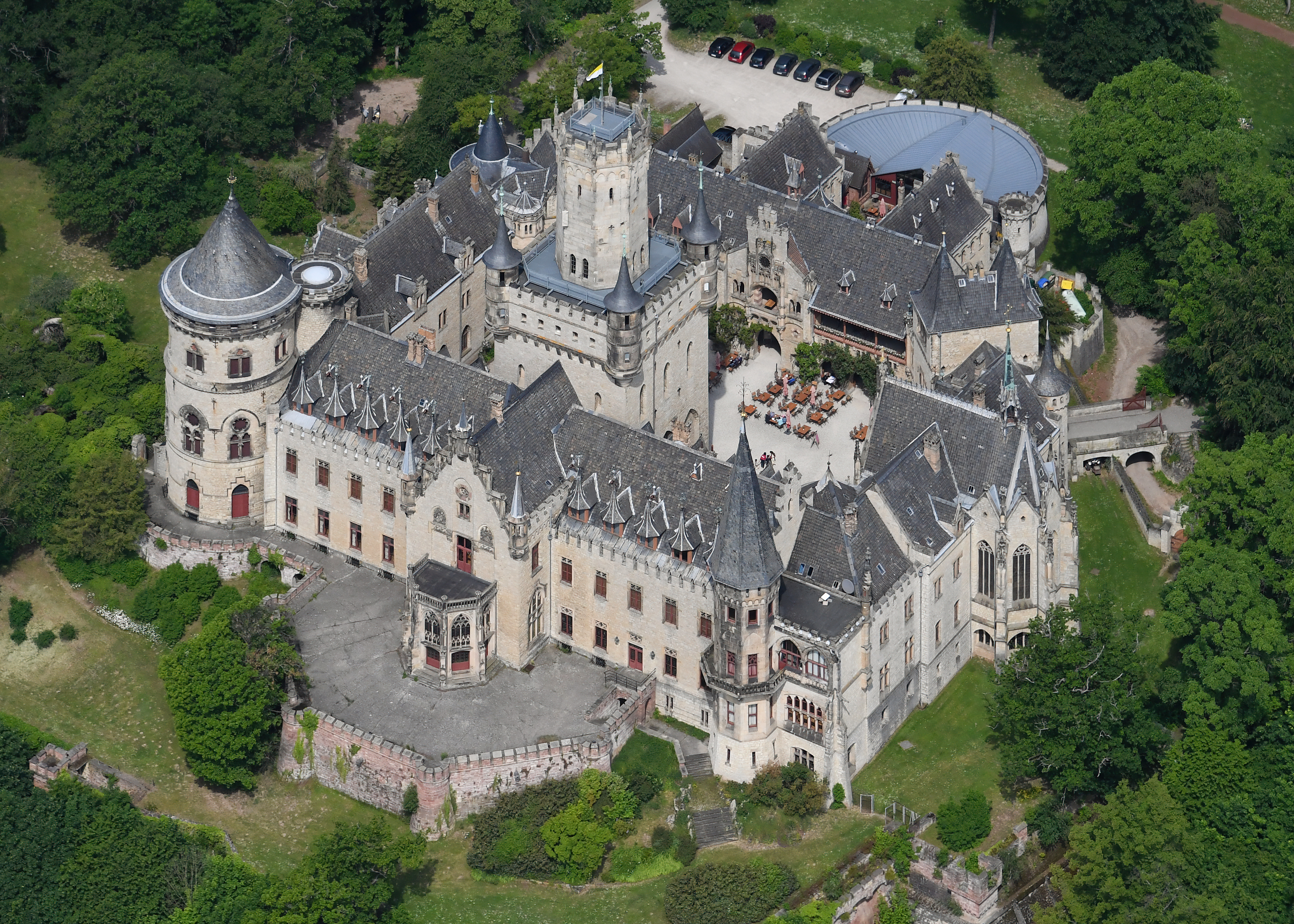
Veduta aerea
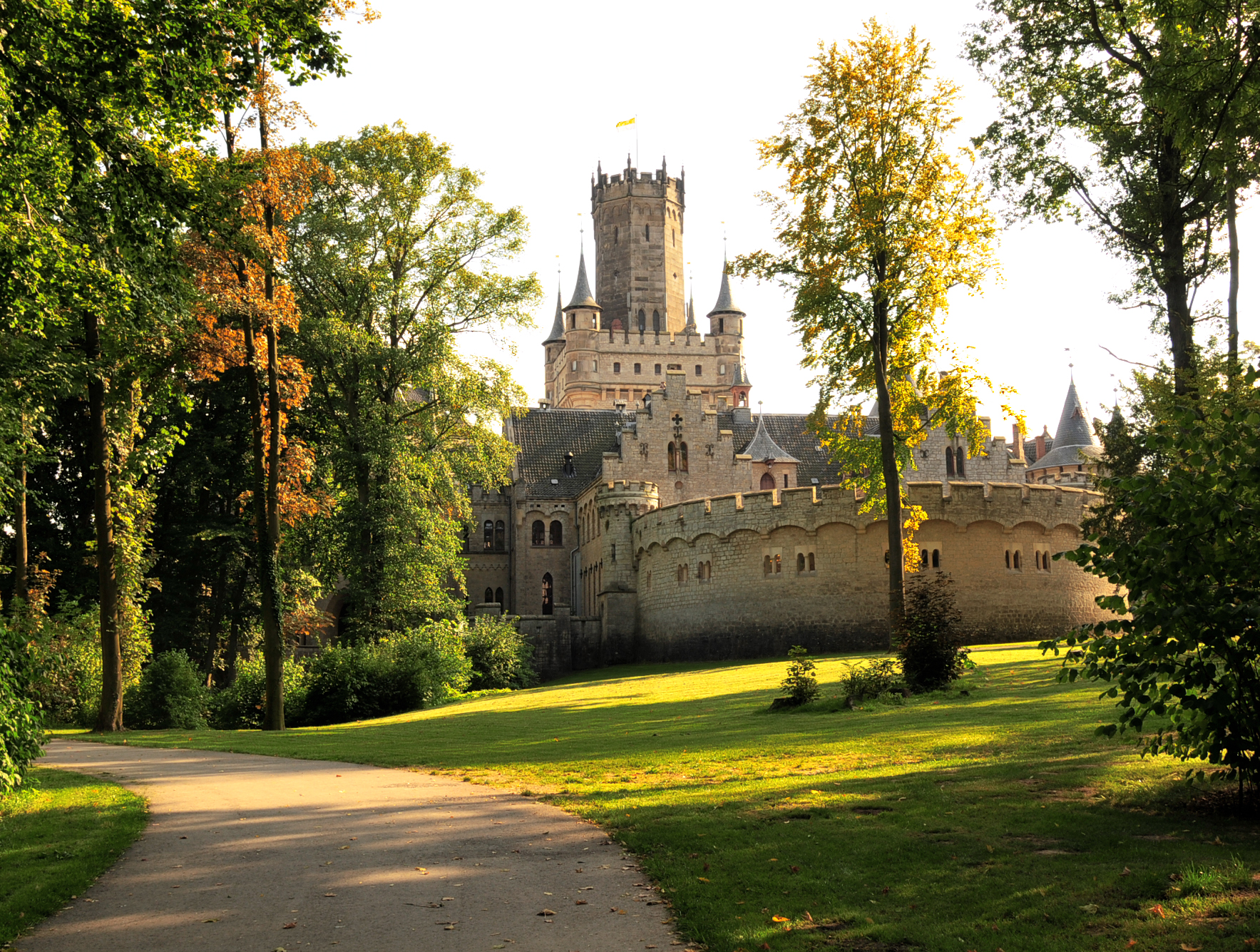
Veduta dal lato settentrionale
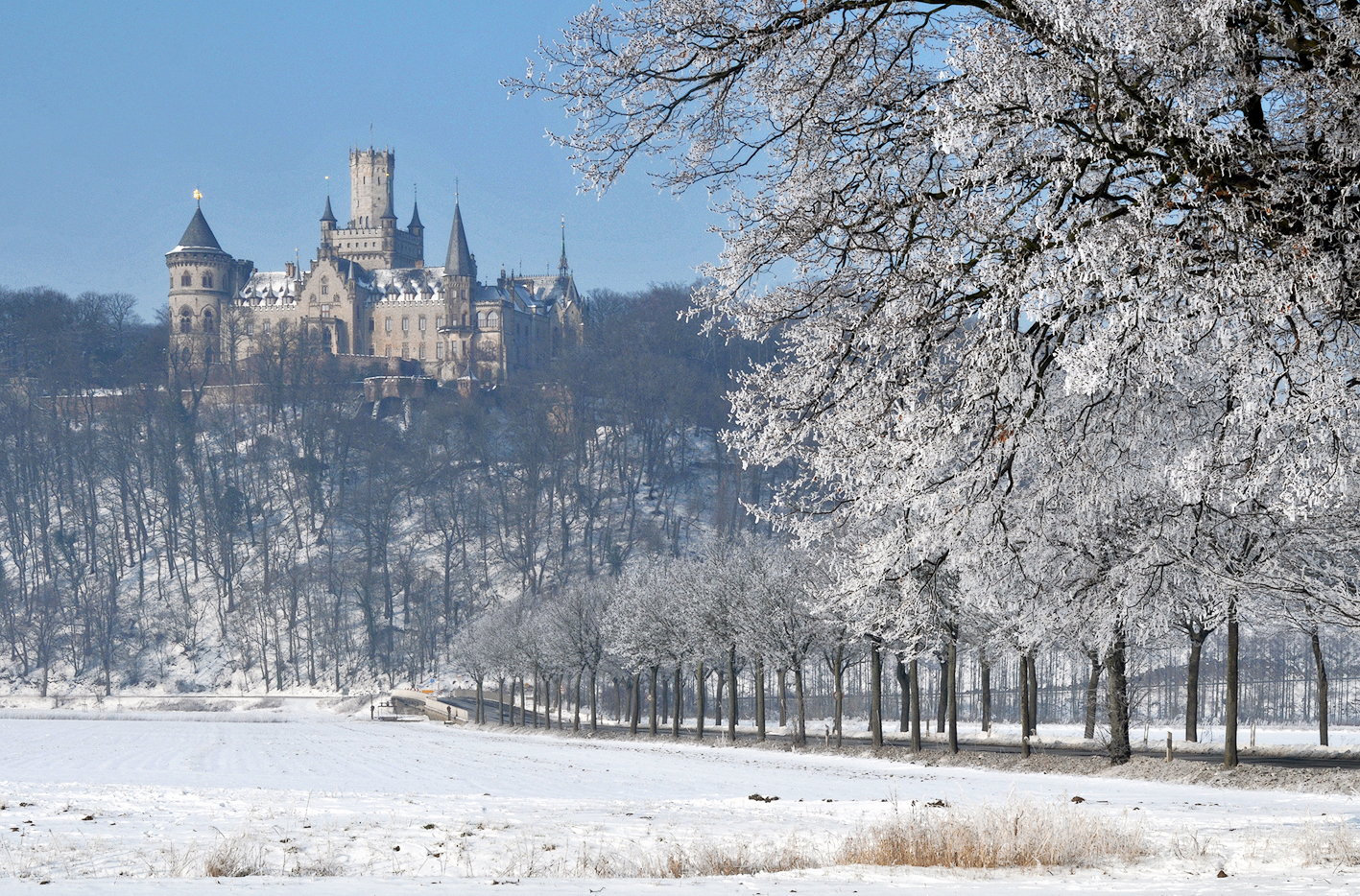
Veduta dal lato meridionale, d'inverno
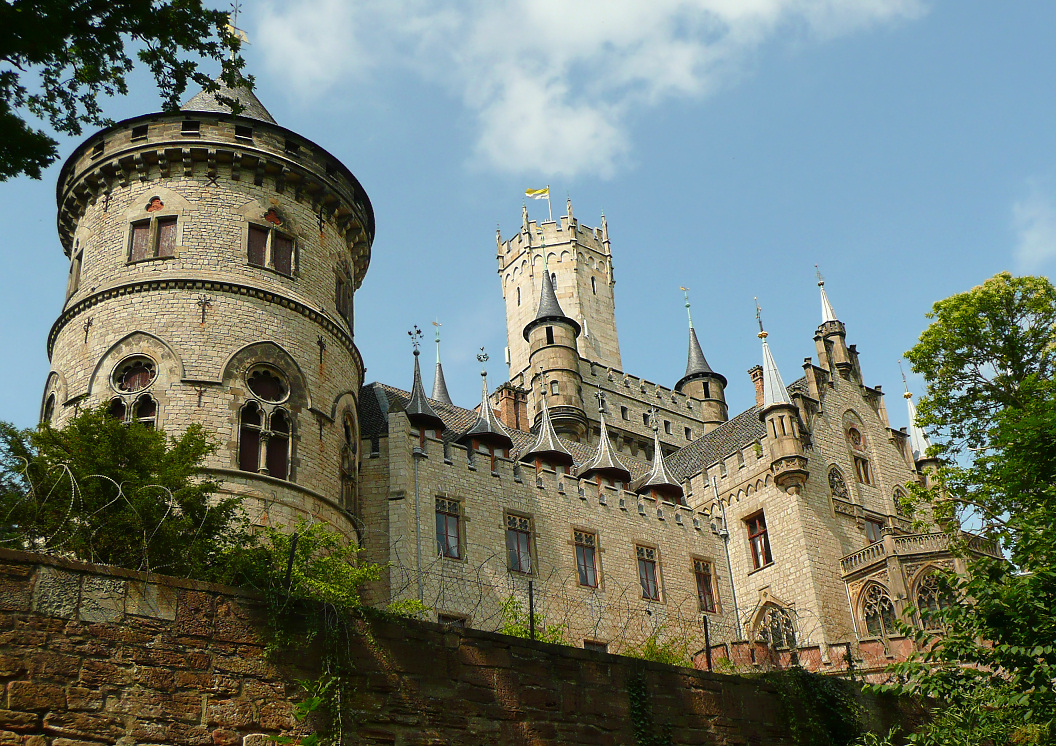
Particolare del tetto
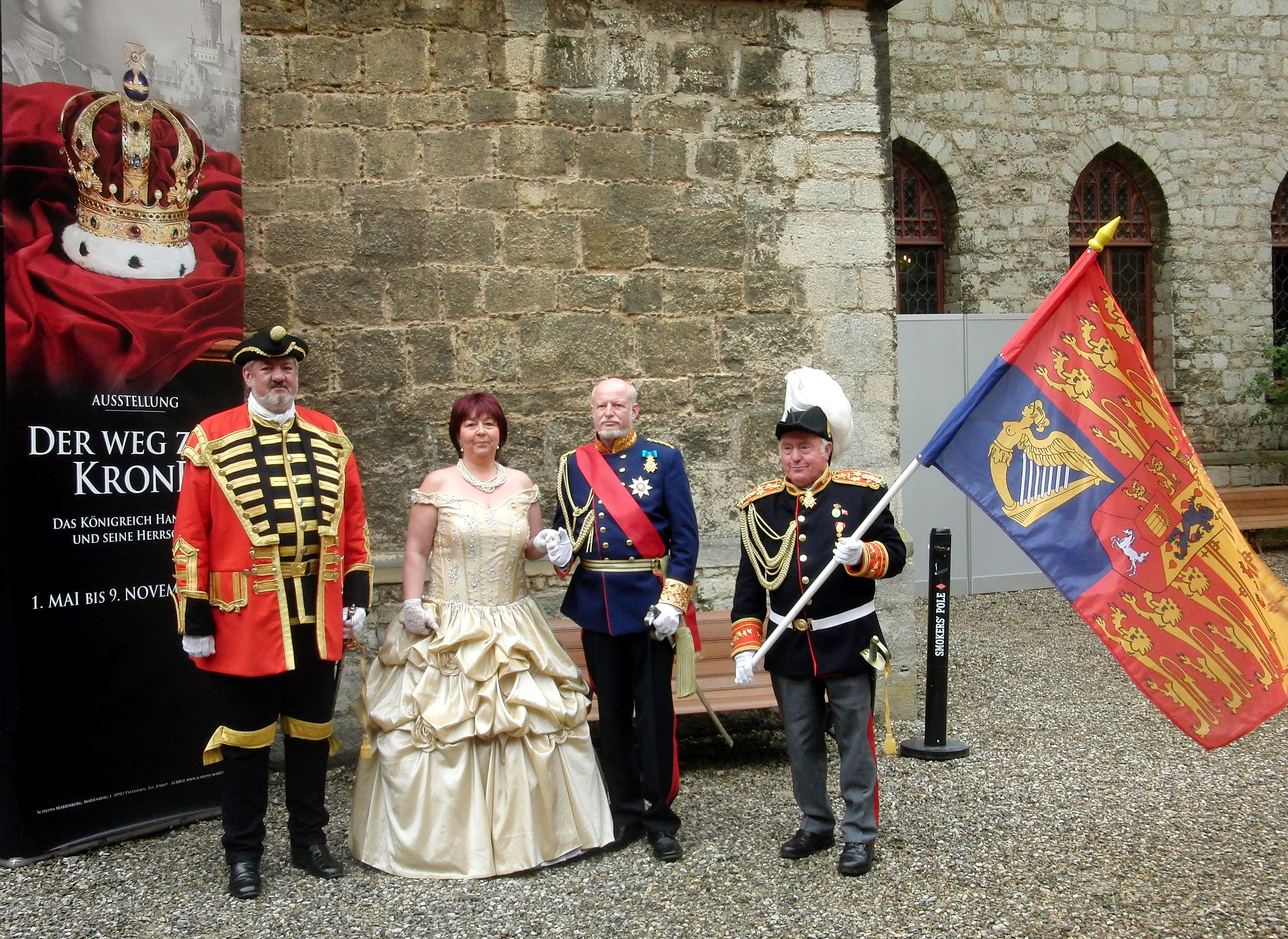
Apertura della mostra Der Weg zur Krone. Das Königreich Hannover und seine Herrscher nel 2014